# Symphyodon complanatus
Symphyodon complanatus är en bladmossart som beskrevs av Hugh Neville Dixon 1914. Symphyodon complanatus ingår i släktet Symphyodon och familjen Daltoniaceae. Inga underarter finns listade i Catalogue of Life.